# Apollinaris von Weber
Apollinaris von Weber (* 30. Januar 1685 in Schwyz als Josef Anton Marian von Weber, auch Anton Maria von Weber; † 18. Dezember 1761 ebenda) war ein Schweizer Kapuzinerpater und Apostolischer Präfekt in Russland.

## Leben
Weber war der Sohn des Arztes und Politikers Jakob von Weber und stammte aus der Schwyzer Landleutefamilie Weber. Im Alter von 18 Jahren, im Jahr 1703, trat er in den Kapuzinerorden ein und wurde Teil der Gemeinschaft des Kapuzinerklosters in Zug. Sein Studium der Theologie absolvierte in der Schweiz und an der Universität Bologna. Ausserdem erlernte er einige weitere Sprachen, so dass er letztlich acht Sprachen beherrschte. Im Jahr 1716 wurde er Prediger in Luzern. Dort verblieb er bis 1719.
Weber wurde von Papst Klemens XI. zum apostolischen Präfekten der Russland-Mission ernannt und übersiedelte nach Moskau. Diese Mission hatten die Schweizer Kapuziner von den Jesuiten übernommen. Um seiner Aufgabe gerecht werden zu können, erhielt er von Zar Peter dem Grossen 1724 das Diplom zur Ausübung des Kultus. Daneben erhielt er die Vollmacht zur Gründung eines Kapuzinerklosters in Sankt Petersburg. In diesem Aufgabenbereich verblieb er nur bis 1726. Anschliessend wurde er in Polen Hofgeistlicher und Beichtvater von Fürst Jakob Louis Heinrich Sobieski. Dorthin holte er seinen Bruder Dominik Benedikt von Weber, der zum Hofkammerherr und Hofrat beim Fürsten aufstieg. 1738 kehrte Pater Apollinarius in seine Heimat zurück.
Webers Akte wird heute im Familienarchiv von Weber im Staatsarchiv Bern aufbewahrt. Der Politiker und Arzt Franz Xaver von Weber war neben Dominik Benedikt von Weber ein Bruder.